# Carlo Montani
Carlo Montani (Saluzzo, 8 novembre 1868 – Roma, 30 dicembre 1936) è stato un pittore, illustratore e giornalista italiano.

## Biografia
Il suo nome completo era: Carlo Giuseppe Montani. Si trasferì giovanissimo a Torino e lì vinse il concorso a segretario dell'amministrazione centrale della Pubblica Istruzione, con destinazione Roma, dove si diplomò all'Istituto Tecnico Industriale. Nei momenti di riposo dipingeva alla maniera di Onorato Carlandi. Conobbe Cesare Pascarella che lo introdusse nel Circolo Artistico Internazionale, che nel 1887 era a via Margutta e aveva inglobato la Società degli Acquerellisti, al cui interno c'era anche Filiberto Petiti, piemontese come Montani. Grazie a Petiti, di ventitré anni più anziano, Montani raffinò le sue tecniche. Nel 1888 espose alla Mostra Nazionale di Palermo l'opera: "Nubi sul fiume", un olio di sapore ancora romantico. 

### Attività giornalistica
Nel 1889, sul giornale satirico "Don Chisciotte" e con pseudonimo Viceversa iniziò a pubblicare articoli di critica artistico-letteraria. Collaborò a giornali satirici, come "Il Pasquino", "Capitan Fracassa" e "Il Fischietto", con testi e con vignette. Fu corrispondente del "Secolo XIX" di Genova e del "Giornale di Sicilia" di Palermo. Espose il dipinto "Paesaggio" alla  mostra del 1890 della Società Cultori e Amatori e in quella del 1892 espose "Autunno nel bosco", "La vallata" e "La chiesa di Sarre in Val d'Aosta". Nel 1897, all'Esposizione Umoristica di Roma, meritò la medaglia d'oro per le sue vignette satiriche. Il 25 febbraio 1900 uscì il primo numero della rivista letteraria, umoristica e con vignette "Il Travaso delle Idee": Montani fu uno dei fondatori, insieme a Yambo e a Filiberto Scarpelli.

### Tra i XXV della campagna romana

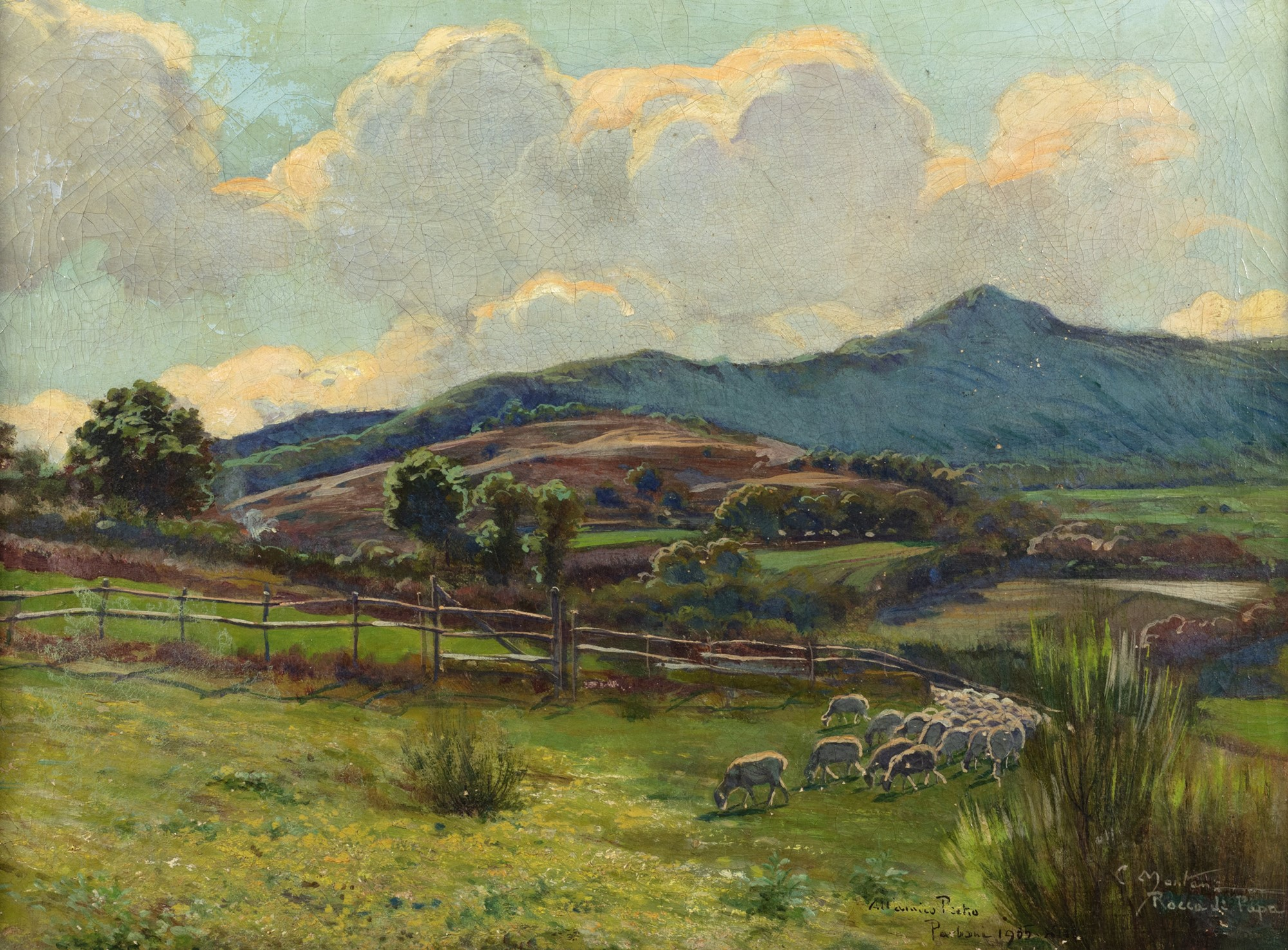
Rocca di Papa, gregge al pascolo

Nel 1910, su invito di Onorato Carlandi, entrò tra i XXV della campagna romana, un gruppo di artisti che si era formato nel 1904, dopo lo scioglimento della Associazione In arte libertas. Essi si proponevano di dipingere dal vero, e in ogni stagione, paesaggi e abitanti dell'Agro romano e delle campagne laziali. Montani, per il naso imponente, fu chiamato: Tapiro e gli altri due artisti piemontesi: Romolo Bernardi, per la barba rossiccia, fu denominato Triglia e Filiberto Petiti, per il passo felpato, Gatto Soriano. 

Nel 1926, a Cuneo, alla prima Mostra Provinciale di Belle Arti, Montani espose sette opere ad olio: "Ostia", "Ruderi in festa", "Fiori d'estate", "Autunno in giardino", "Chiome dorate", "Studio di paese", e "La quercia solitaria". Nello stesso anno, una personale al Ridotto del Teatro Nazionale di Roma attirò l'attenzione di Guido Marangoni. Creava intanto la serie di dipinti "Lo Specchio di Diana", per illustrare il Lago di Nemi: nel 1929 li presentò a Palazzo Valentini, in una personale dal titolo: "Cento Visioni del Lago di Nemi".

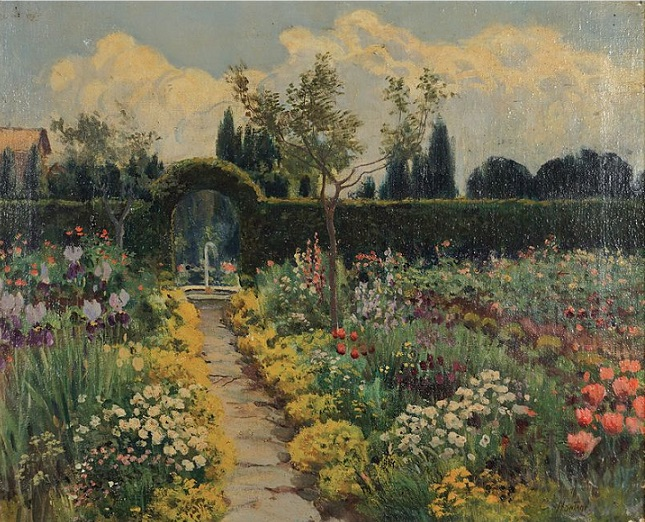
Giardino

Montani realizzò poi 54 dipinti sui giardini in fiore romani, esposti nel 1935 all'Arancera di Villa Umberto. La raccolta fu acquistata dal Governatorato, per il Museo di Roma.